# Samy Briss
 (décembre 2014).
Samy Briss est un peintre, graveur et sculpteur franco-israélien né le 18 mai 1930 à Iași en Roumanie.
Sans se rattacher à aucune école picturale, son œuvre est imprégnée par le surréalisme et le néo-primitivisme.

## Biographie

### Jeunesse
Samy Briss est né le 18 mai 1930 à Iași, alors capitale roumaine de la Moldavie, dans une famille juive de la petite bourgeoisie. Son père, Sapsi Briss, travaillait pour l’entreprise Philips et sa mère Ester Winter dirigeait un petit atelier de haute couture. Durant la Seconde Guerre mondiale, il souffrira de privations, mais reconnaitra paradoxalement que l’antisémitisme institutionnel excluant les enseignants juifs des écoles, des lycées et des universités, lui permettra de bénéficier des plus grands professeurs.

### Les années roumaines
En 1949, poussé par sa mère, il entre à l'École des beaux-arts de Bucarest et renonce à une carrière de journaliste sportif.
Entre 1950 et 1954, il fréquente l’atelier du peintre Camil Ressu et réalise ses premières affiches et gravures. Entre 1955 et 1957, il participe à diverses expositions d’art graphique et de peinture. Il crée des décors et des costumes de théâtre et travaille comme assistant à la classe de scénographie de l’Institut Théâtral de Bucarest.
En 1957, il expose pour la première fois à la Triennale de gravure en Suisse, où il représente la Roumanie.
En 1958, Samy Briss, comme de nombreux intellectuels roumains, est  victime de la vague de répression organisée par le régime communiste. Sa première exposition de peinture à Bucarest est interdite.

### Les années israéliennes
En 1959, Samy Briss quitte la Roumanie avec sa famille. Après un long voyage à travers l’Europe, il s’installe en 1960 en Israël. Il y fait la connaissance du cofondateur du mouvement Dada, Marcel Janco, une amitié fructueuse et déterminante pour le reste de sa carrière.
En 1960, il épouse l'architecte Ruth Schafer, qui meurt en 1980.
De 1961 à 1966, il réalise de nombreuses œuvres pour des édifices publics et des institutions israéliens, et est invité à la Biennale internationale de l’affiche de Varsovie. En 1967, il expose pour la première fois à Tel-Aviv, sur les conseils du sculpteur Dani Karavan.
De 1968 à 1970, il participe à plusieurs expositions collectives en Israël et à l’étranger.
En 1971, Samy Briss obtient un premier contact avec la galerie parisienne Romanet. L'année suivante, en 1972, il fait ses premières expositions à Paris et aux États-Unis.

### Les années françaises
En 1974, Samy Briss s’installe définitivement à Paris.
En 1980, il rencontre l'artiste-peintre et sculptrice néerlandaise Miriam Speet à Maastricht, qu’il épousera en 1985. Le couple donnera naissance à deux fils, Boris en 1986 et Simon en 1988.
Depuis 2013 il partage sa vie entre Paris et son atelier à Chateauneuf-de-Gadagne dans le Vaucluse.
Il est nommé Citoyen d'Honneur de la Commune de Chateauneuf-de-Gadagne en 2019.
Il est nommé Chevalier des Arts et des Lettres en 2019.
Il est nommé Citoyen d'Honneur de la Ville de Iași en Roumanie en 2023.

## Expositions

### Expositions personnelles
- 1967 : galerie Nathan, Tel-Aviv, Israël.
- 1972 : Olive Tree Gallery, Philadelphie, États-Unis.
- 1975 : galerie Romanet, Paris, France.
- 1975 : Perlings Galerie, Krefeld, Allemagne.
- 1980 : Elca London Gallery, Montréal, Canada.
- 1985 : galerie zur Krone, Bätterkinden, Suisse.
- 1985 : Judge Gallery, Washington, États-Unis.
- 1986 : Hadassa Gallery, Tel-Aviv, Israël.
- 1988 : Poulsen Gallery, Passadena, États-Unis.
- 1989 : Meissner Galerie, Hambourg, Allemagne.
- 1991 : Noortman Gallery, Maastricht, Pays-Bas.
- 1992 : Odakoyu Gallery, Tokyo, Japon.
- 1992 : Elisabeth Den Bieman de Haas, Amsterdam, Pays-Bas.
- 2004 : Opera Gallery, Singapour, Singapour.
- 2004 : Opera Gallery, Paris, France.
- 2007 : Dima Gallery, Paris, France.
- 2011 : Stern Gallery, Tel-Aviv, Israël.
- 2013 : Twee Pauwen Gallery, La Haye, Pays-Bas.
- 2018 : galerie Minsky, Paris, France.
- 2018 : Galerie Saphir, Paris, France.
- 2019 : Galerie Minsky, Paris, France.
- 2020 : Twee Pauwen Gallery, La Haye, Pays-Bas.
- 2021 : Galerie Minsky, Paris, France.
- 2023 : Musée Tarii Crisurilor à Oradea, Roumanie.
- 2023 : Musée des Beaux-arts (Muzeul de Artă) à Cluj-Napoca, Roumanie.
- 2023 : Musée de l'Union (Muzeul Unirii din Iași) à Iaşi, Roumanie.
- 2023 : Centre Culturel ARCUB à Bucarest, Roumanie.
- 2024 : Galeria "Gheorghe Naum" (Muzeul Brăilei "Carol I") à Brăila, Roumanie
- 2024 : Musée d'Art de Vălcea (Muzeul de Artă Vălcea) à Râmnicu Vâlcea, Roumanie
- 2024 : Musée du Comté de Gorj (Muzeul de Artă din Târgu-Jiu) à Târgu Jiu, Roumanie
- 2024 : Musée National d'Art de Moldavie (Muzeul Naţional de Artă al Moldovei) à Chişinău, Moldavie

### Expositions collectives
- 1975 : Jewish Museum, New-York, États-Unis.
- 1977 : Palm Springs Desert Museum, Palm Springs, États-Unis.
- 1992 : Galeria Sacerdoti, Milan, Italie.
- 1988 : Art Fair, New York, États-Unis.
- 1986 : Stockholm Art Fair, Stockholm, Suède.
- 1984 : Art Expo, Bâle, Suisse.
- 2014 : Art Fair India, New Delhi, India.

## Décorations murales
- Hôpital Hadassa, Jérusalem, Israël.
- Hôpital Tel HaShomer, Tel-Aviv, Israël.
- Institut Weizmann, Rehovot, Israël.
- Hôtel Sheraton, Tel-Aviv, Israël.
- Médiathèque, Châteauneuf-de-Gadagne, France.
- Théâtre de Kfar Saba, Israël.

## Œuvres dans les collections publiques
- United States Holocaust Memorial Museum, Washington, États-Unis.
- Mémorial de la Shoah, Paris, France.
- Mémorial de Yad Vashem, Jérusalem, Israël.
- Musée national d'art de Roumanie, Bucarest, Roumanie.